# Allwördener Außendeich und Brammersand

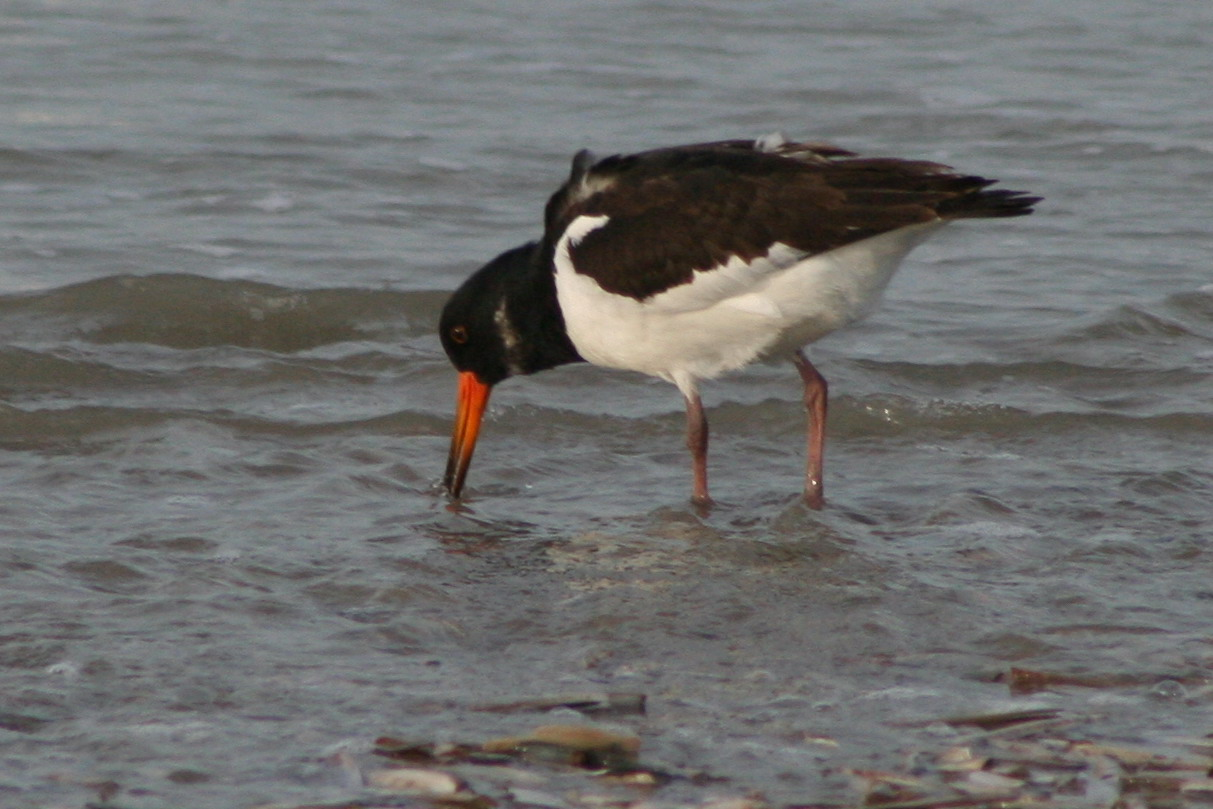
Austernfischer (Haematopus ostralegus) bei der Nahrungssuche

Der Allwördener Außendeich und Brammersand ist ein ehemaliges Naturschutzgebiet bei Freiburg im Landkreis Stade. Das Gebiet wurde im November 1979 als Naturschutzgebiet ausgewiesen und trug das Kennzeichen NSG LÜ 048. Im Dezember 2018 ging es im neu ausgewiesenen Naturschutzgebiet „Elbe und Inseln“ auf.
Es handelt sich um einen weiträumigen, zusammenhängenden Vorlandkomplex im Brackwasserbereich der Unterelbe. Das von Gezeiten beeinflusste Marschland wird von Weißklee-Weidelgrasweiden geprägt. Vorgelagert am Elbufer finden sich Röhrichtsäume, Uferstaudenflure und Wattflächen. Letzteres wird durch ein weit verzweigtes System aus Prielen und Gräben durchzogen. Vornehmlich Wat- und Wasservögel finden hier Brut- und Rastplätze, suchen das Gebiet aber auch zur Mauser auf.